# Gruta de Lourdes (Ciudad del Vaticano)
La Gruta de Lourdes (en italiano: Grotta di Lourdes) es una cueva artificial en los jardines vaticanos en la Ciudad del Vaticano. Fue construida entre 1902 y 1905 y es una réplica de la Gruta de Lourdes en Francia. El contexto de la construcción de esta gruta es la visión de la Virgen que una chica joven, Bernadette Soubirous, habría experimentado 18 veces. 
El papa Francisco, un día después de su nombramiento como nuevo romano pontífice, visitó la Gruta de Nuestra Señora de Lourdes, en la tarde del 15 de marzo de 2013 y ofreció oraciones ante la estatua de la Virgen María.
El contexto histórico de la creación de una gruta en los jardines vaticanos es que el 8 de diciembre de 1854, el dogma de la Inmaculada Concepción fue proclamado por el papa Pío IX en una columna de la Piazza di Spagna adornada con una estatua de la Virgen María. El contexto del dogma se acentúa aún más por el mensaje visionario dado por la Virgen a Bernadette Soubirous, una niña de 14 años, de que "Ella" era la "Inmaculada Concepción", y que un santuario debía establecerse para ella en Massabielle, cerca de Lourdes. Este mensaje visionario había aparecido a Soubirous unas 18 veces. 
El papa León XIII promovió una copia de la Gruta de Lourdes que bendijo en los jardines vaticanos donde el clero reside, se reúne y mantiene las celebraciones litúrgicas. El 1 de junio de 1902, el obispo de Tarbes y Lourdes, François-Xavier Schoepfer, presentó la Gruta de Lourdes al papa León XIII en el penúltimo año de su pontificado. La reproducción en los jardines vaticanos fue hecha por Constantino Sneider de los Palacios Apostólicos.